# Syngrapha interalia
Syngrapha interalia är en fjärilsart som beskrevs av Ottolengui 1919. Syngrapha interalia ingår i släktet Syngrapha och familjen nattflyn. Inga underarter finns listade i Catalogue of Life.